# アチャン族
アチャン族（阿昌  ā chāng）は、中国の少数民族の一つ。2000年の第5次全国人口普査統計では人口は33,936人で、中国政府が公認する56の民族の中で39番目に多い。

## 居住地域
- 主に雲南省徳宏タイ族チンポー族自治州の隴川県、梁河県に分布。
- 少数は盈江県、芒市、瑞麗市と保山市の竜陵県、騰衝市に分布している。

### 民族郷
- 梁河県
  - 九保アチャン族郷
  - 曩宋アチャン族郷
- 隴川県
  - 戸撒アチャン族郷

## 使用言語
- シナ・チベット語系チベット・ビルマ語派ビルマ語支に属する阿昌語を使用。
- 梁河、隴川、潞西など3つの地区の方言がある。
- 自民族の文字はなく漢字と傣族の文字を使用する習慣がある。

## 歴史と概要
- 漢語の史書の中で、阿昌は、“峨昌”、“莪昌”、“俄昌”と呼ばれたことがある。
- その先住民は早い時期から雲南省北西部の金沙江、瀾滄江、怒江流域一帯で生活していた。
- 居住地区の違いによって、“勐撒掸”、“衬撒”、“漢撒”と呼ばれたこともある。
- 西暦13世紀に、何度もの移住を通じて、次第に現在住んでいる地域に定住するようになった。
- 阿昌族の人々は防衛のため辺境地帯に駐屯していた兵士たちから水田を耕作し、鉄器を作る技術を学び、農業と手工業との分業を推し進め、商品経済が初歩的な発展をとげた。
- 唐代と宋代の頃に、阿昌族居住地区は南詔と大理の管轄下に置かれた。
- 明代と清代の頃には、阿昌族は族長制度を実行するようになった。
- 新中国建国以前、阿昌族地区は封建的な領主経済のもとに置かれ、地主経済も一定の発展をとげた。その頃の領主の多くは傣族の族長で、地主はほとんどが漢民族であった。
- 戸撒刀（中国語版、英語版）（フサ刀、アチャン刀、阿昌刀とも）と呼ばれる刀剣の作製に長けていることでも知られる[1]。